# Месхи, Михаил Шалвович
Михаи́л Ша́лвович Ме́схи (груз. მიხეილ შალვას ძე მესხი; 12 января 1937[…], Тбилиси, СССР — 22 апреля 1991, Тбилиси) — советский футболист, нападающий. Заслуженный мастер спорта СССР (1965). Чемпион Европы (1960) в составе сборной СССР и чемпион СССР (1964) в составе «Динамо» Тбилиси.

## Биография
Воспитанник тбилисских футбольных школ № 35 и ФШМ. С 1954 по 1969 год играл в «Динамо» Тбилиси. До 1964 года составлял тандем нападающих с Зауром Калоевым.

Журналист Лев Филатов описывал его так: 
Месхи был неповторимым крайним форвардом. Его обманному движению присвоено имя „финт Месхи“. Проворный, неиссякаемый на уловки, он заставлял зрителей и не только восхищаться, но порой и хохотать. И, может быть, непривычный для стадиона смех некоторые тренеры, лишенные чувства юмора, а заодно и чувства прекрасного, ставили Месхи в вину, полагая, что игра его недостаточно практична, отдает цирковым аттракционом. Оригинальность нередко бывает наказуема. Без вины виноватый Месхи получил из-за этого неполную меру признания, на которое был вправе рассчитывать. Он был дискуссионной фигурой на протяжении всех своих сезонов, даже когда находился в сборной страны и получал за рубежом громкую прессу
По окончании карьеры работал тренером и директором специализированной детской футбольной школы «Аваза» (Тбилиси) с 1969 по 1991 год.

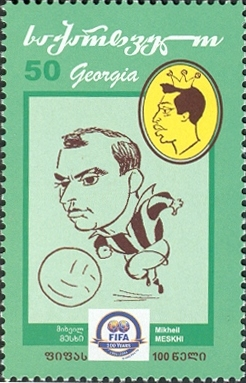
Почтовая марка Грузии (2004)

Заслуженный мастер спорта СССР (1965). Награждён орденом «Знак Почёта». В честь Месхи назван стадион «Локомотив» в городе Тбилиси. В ноябре 2014 года у стадиона был установлен бронзовый памятник футболисту в полный рост работы известного грузинского скульптора Георгия Шхвацабая, на средства федерации футбола Грузии и тбилисской мэрии.
Сын Михаил Месхи (1961—2003) также футболист, выступал за тбилисское «Динамо».
Внук Отар Лашхи (род. 2000) – регбист, член сборной Грузии по регби.
Похоронен на Сабурталинском кладбище.

## Сборная
За сборную СССР провёл 35 игр и забил 4 гола. Первый матч провёл 6 сентября 1959 года против Чехословакии (3:1). В этом матче Месхи забил один мяч. Последний матч провёл 20 апреля 1966 года против Швейцарии (2:2).

## Достижения

### Командные
- Чемпион СССР: 1964
- Бронзовый призёр чемпионата СССР: 1959, 1962, 1967
- Обладатель Кубка Европы: 1960

### Личные
- В списке 33 лучших футболистов сезона — 7 раз (6 раз под № 1, 1 раз — под № 3)
- Признан лучшим игроком в истории грузинского футбола: 1998